# Nola hypenoides
Nola hypenoides är en fjärilsart som beskrevs av Talbot 1929. Nola hypenoides ingår i släktet Nola och familjen trågspinnare. Inga underarter finns listade i Catalogue of Life.